# キン肉マン☆超人コロシアム
『キン肉マン☆超人コロシアム』は、iアプリ用のロールプレイングゲーム。漫画作品『キン肉マン』を題材としている。

## 概要
自分の分身となるオリジナルキャラを作り、『キン肉マン』に登場する超人に弟子入りし、キン肉マン世界で活躍していくというゲームである。正義超人として華々しく活躍するもよし、悪行超人として情け無用の活躍をするもよし、と何でもありの超人生活を送る事ができる。ロールプレイングゲームだが、どちらかと言えばアドベンチャーゲームに近いスタイルのゲームである。